# Jersín
Jersín (en allemand : Jersein) est une commune du district de Jihlava, dans la région de Vysočina, en République tchèque. Sa population s'élevait à 184 habitants en 2024.

## Géographie
Jersín se trouve à 11 km au sud-est de Polná, à 18 km à l'est-nord-est de Jihlava et à 124 km au sud-est de Prague.
La commune est limitée par Arnolec au nord, par Černá à l'est, par Meziříčko au sud et par Nadějov à l'ouest.

## Histoire
La première mention écrite de la localité date de 1453.

## Transports
Par la route, Jersín se trouve à 12,5 km de Polná, à 20,5 km de Jihlava et à 140 km de Prague.